# Medalla militar
La Medaglia militare (in spagnolo: Medalla Militar) è un alto riconoscimento militare spagnolo per riconoscere il coraggio sul campo di battaglia.
La medaglia è stata istituita nel 1918 da Alfonso XIII di Spagna. Da allora viene assegnato ai membri del servizio militare spagnolo indipendentemente dal grado.